# 玉田那奈
玉田 那奈（たまだ なな、1996年10月21日 - ）は、日本の元女子バスケットボール選手である。ポジションはスモールフォワード。Wリーグのプレステージ・インターナショナル アランマーレに所属していた。

## 来歴
北海道出身。
旭川藤女子高校でインターハイ、日大でインカレをそれぞれ経験。
卒業後は当時地域リーグ所属だったプレステージ・インターナショナル アランマーレに加入。2021年よりWリーグ参入。
2023年現役引退。